# Liste des évêques d'Ávila
Pour un article plus général, voir Diocèse d'Ávila.
La liste des évêques d'Ávila recense les noms des évêques qui se sont succédé à la tête du diocèse d'Ávila en Espagne depuis sa fondation au IVe siècle. 

## Évêques
- saint Second (es)
- Priscillien (381 - 385)
- Justinien (es) (610)
- Teodoigio (es) (633)
- Eustoquio (es) (646)
- Amanungo (653 a 656)
- Asfalio (666 a 681)
- Onegisis (683)
- Juan I (688 a 693)

## Évêque après la restauration du diocèse
- Jérôme de Périgord (Administrateur de 1103 à 1120)
- Sancho I (1121 - 1133)
- Íñigo (1133 - 1158)
- Sancho II (1160 - 1181)
- Domingo I (1182 - 1187)
- Domingo II (1187 - 1190)
- Juan II (1191 - 1195)
- Jacobo, Jacobus o Yagüe (1195 - 1203)
- Pedro Instancio (1205 - 1212)
- Domingo Dentudo ou Domingo Blasco (1213 - 1239)
- Benito (1241 - 1259)
- Domingo Suárez, O.F.M. (1263 - 1271)
- Fernando Rodríguez (1290 - 1292)
- Pedro González de Luján (1293 - 1312)
- Sancho Blázquez Dávila (1312 - 1355)
- Gonzalo Fernández de la Torre (1355 - 1359)
- Alfonso I (1361 - 1371)
- Alfonso II (1372 - 1378)
- Diego de los Roeles (1378 - 1394)
- Alonso de Egea o de Córdoba (1395 - 1403) nommé archevêque de Séville
- Juan Ramírez de Guzmán (1403 - 1424)
- Diego Gómez de Fuensalida (1424 - 1436)
- Juan de Cervantes (1437 - 1441, nommé évêque de Ségovie, cardinal
- Lope de Barrientos, O.P. (1441 - 1445)
- Alonso I de Fonseca (1445 - 1454) nommé archevêque de Séville
- Alonso Fernández de Madrigal, el Tostado (1454 - 1455)
- Martín Fernández de Vilches (1456 - 1469)
- Alonso Ulloa de Fonseca Quijada. (1469 - 1485) nommé évêque de Cuenca
- Hernando de Talavera (1485 - 1493) nommé 1er archevêque de Grenade
- Francisco Sánchez de la Fuente (1493 - 1496)
- Alonso Carrillo de Albornoz (1496 - 1514)
- Francisco Ruiz, O.F.M. (1514 - 1528)
- Rodrigo Sánchez Mercado (1530 - 1548)
- Diego Álava Esquivel (1548 - 1558) nommé évêque de Cordoue
- Diego de los Cobos Molina (1559 - 1560) nommé évêque de Jaén
- Alvaro Hurtado de Mendoza y Sarmiento (1560 - 1577)nommé évêque de Palencia
- Sancho Busto de Villegas (1578 - 1581)
- Pedro Fernández Temiño (1581 - 1590)
- Jerónimo Manrique de Lara (1591 - 1595)
- Juan Velázquez de las Cuevas, O.P. (1596- 1598)
- Lorenzo Asensio Otaduy Avendaño (1599 - 1611)
- Juan Álvarez de Caldas (1612 - 1615)
- Francisco González Zárate (de Gamarra) (1616 - 1626)
- Alfonso López Gallo (1627 - )
- Francisco Márquez Gaceta (1627 - 1631)
- Pedro Cifuentes Loarte (1632 - 1636)
- Diego de Arce y Reinoso (1638 - 1640) nommé évêque de Plasencia
- Juan Vélez de Valdivielso (1641 - 1645) nommé évêque de Carthagène
- José Argáiz Pérez (1645 - 1654) nommé archevêque de Grenade
- Bernardo Atayde de Lima Perera (1654 - 1656)
- Juan Asensio (obispo) (1673 - 1682) nommé évêque de Jaén
- Diego-Ventura Fernández de Angulo, O.F.M. (1683 - 1700)
- Gregorio Solórzano Castillo (1700 - 1703)
- Baltasar de la Peña Avilés (1703 - 1705)
- Francisco Solís Hervás, O. de M. (1709 - )
- José del Yermo Santibáñez (1720 - 1728) nommé archevêque de St Jacques de Compostelle
- Pedro Ayala, O.P. (1728 - 1738)
- Narciso Queralt (1738 - 1743)
- Pedro González García (1743 - 1758)
- Romualdo Velarde Cienfuegos (1758 - 1766)
- Miguel Fernando Merino (1766 - 1781)
- Antonio de Sentmenat y Castellá (1783 - 1784) nommé patriarche des Indes occidentales
- Julián Gascueña Herráiz, O.F.M. (1784 - 1796)
- Francisco Javier Cabrera Velasco (1797 - 1799)
- Rafael Múzquiz Aldunate (1799 - 1801) nommé archevêque de St Jacques Compostelle
- Manuel Gómez Salazar (1802 - 1815)
- Rodrigo de Orellana, O. Praem. (1818 - 1822)
- José Antonio García Texero (1823) (Administrateur)
- Ramón María Adurriaga Uribe (1824 - 1841)
- Manuel López Santisteban (1847 - 1852)
- Gregorio Sánchez Rubio, O.S.H. (1852 - 1854)
- Juan Alfonso Albuquerque Berión (1854 - 1857) nommé évêque de Cordoue
- Fernando Blanco y Lorenzo, O.P. (1857 - 1875) nommé archevêque de Valladolid
- Pedro José Sánchez Carrascosa y Carrión (1875 - 1882)
- Ciriaco María Sancha y Hervás (1882 - 1886)  nommé évêque de Madrid
- Ramón Fernández de Piérola y López de Luzuriaga (1887 - 1889) nommé évêque de Vitoria
- Juan Muñoz y Herrera (1890 - 1895) nommé évêque de Málaga
- José María Blanc Barón (1895 - 1897)
- Joaquín Beltrán y Asensio (1898 - 1917)
- Enrique Plá y Deniel (1918 - 1935) nommé évêque de Salamanque
- Santos Moro Briz (1935 - 1968)
- Maximino Romero de Lema (1968 - 1973)
- Felipe Fernández García (1976 - 1991) nommé évêque de San Cristóbal de La Laguna
- Antonio Cañizares Llovera (1992 - 1996) nommé archevêque de Grenade
- Adolfo González Montes (es) (1997 - 2002) nommé évêque d'Almería
- Jesús García Burillo (es) (2003 - 2018)
- José María Gil Tamayo (2018 - 2022)
- Jesús Rico García (es), S.O.D. (depuis 2023)